# Суміда-Мару
Суміда-Мару — транспортне судно, яке під час Другої світової війни брало участь у операціях японських збройних сил на Тихому океані. 
У якийсь момент судно задіяли у операціях японських збройних сил в Океанії. Відомо, що 8 травня 1943-го воно перебувало у Мадангу (північне узбережжя Нової Гвінеї), де виявлене та потоплене літаками B-25, що належали до американської армійської авіації.